# ルーシャス・フォックス (野球)
ルーシャス・カディーム・フォックス・ジュニア（Lucius Kadeem Fox Jr.、1997年7月2日 - ）は、 バハマのナッソー出身のプロ野球選手（遊撃手）。右投両打。現在は、フリーエージェント（FA）。

## 経歴

### プロ入りとジャイアンツ傘下時代
2015年7月にアマチュア・フリーエージェントでサンフランシスコ・ジャイアンツと契約してプロ入り。契約金は球団史上最高額となる600万ドル。
2016年に傘下のA級オーガスタ・グリーンジャケッツでプロデビューした。

### レイズ傘下時代
2016年8月1日にマット・ムーアとのトレードで、マット・ダフィー、マイケル・サントスと共にタンパベイ・レイズへ移籍した。移籍後は怪我の影響で残りのシーズンはプレーしなかった。
2017年は傘下のA級ボーリンググリーン・ホットロッズで開幕を迎え、オールスター・フューチャーズゲームに選出された。その後A+級シャーロット・ストーンクラブズに昇格。この年は2球団合計で107試合に出場して打率.266、3本塁打、39打点、30盗塁を記録した。
2018年はA+級シャーロットで開幕を迎え、シーズン途中にAA級モンゴメリー・ビスケッツに昇格。2球団合計で116試合に出場して打率.268、3本塁打、39打点、29盗塁を記録した。オフにはアリゾナ・フォールリーグに参加し、ピオリア・ハベリーナズに所属した。
2019年はAAA級ダーラム・ブルズで開幕を迎えたが、不振によりシーズン途中にAA級モンゴメリーへ降格した。2球団合計で119試合に出場して打率.221、3本塁打、34打点、39盗塁を記録した。シーズン終了後に40人枠に登録された。

### ロイヤルズ傘下時代
2020年8月27日にブレット・フィリップスとのトレードで、カンザスシティ・ロイヤルズへ移籍した。この年は新型コロナウイルスの影響でマイナーリーグの試合が開催されず、メジャーにも昇格しなかったため、公式戦の出場は無かった。
2021年は傘下のルーキー級アリゾナ・コンプレックスリーグ・ロイヤルズ（2球団）とAAA級オマハ・ストームチェイサーズでプレーし、3球団合計で116試合に出場して打率.245、5本塁打、24打点、19盗塁を記録した。なお、7月30日にはメジャー初昇格を果たしたが、出場機会が無いまま翌日にAAA級オマハへ降格した。

### ナショナルズ時代
2021年11月19日にウェイバー公示を経てボルチモア・オリオールズへ移籍したが、30日に再びウェイバー公示を経てワシントン・ナショナルズへ移籍した。
2022年は開幕をメジャーで迎え、4月10日のニューヨーク・メッツ戦にて「8番・遊撃手」で先発出場してメジャーデビューを果たした。5月1日にメジャー初安打を記録したものの、10試合に出場して25打数2安打（打率.080）、2打点と結果を残すことはできず、5月3日にAAA級ロチェスター・レッドウィングスに降格。その後はシーズン終了まで再昇格することはなかった。オフの12月13日にDFAとなり、ウェイバー公示を経て12月20日にマイナー契約を結び直した。
2023年、ルーキー級、A+級、AA級、AAA級のマイナー4球団合計で44試合に出場し、打率.229、3本塁打、10打点という成績に終わった。9月12日に自由契約となった。

### ホワイトソックス傘下時代
2024年2月8日にシカゴ・ホワイトソックスとマイナー契約を結んだが、開幕前の3月28日に自由契約となった。

## 詳細情報

### 記録
MiLB
- オールスター・フューチャーズゲーム選出  : 1回（2017年）

### 背番号
- 26（2022年）